# Estació de Sant Crist
Lloreda | Sant Crist és un projecte d'estació de metro de la línia 1 del metro de Barcelona. Actualment està en estudi, i estarà equipada amb ascensors i escales mecàniques.
| Metro de Barcelona                 |                  |       |        |                        |
| Procedència/Destinació             | <                | Línia | >      | Procedència/Destinació |
| Projectat                          |                  |       |        |                        |
| El Prat Estació                    | Montigalà Centre |       | Bufalà | Badalona Estació       |
| Font perllongament: PDI 2009-2018. |                  |       |        |                        |